# Liuprando (rei)
Liuprando (Liutprand; ? — 744) foi um rei lombardo do período de 712 a 744. Sob seu reino, os lombardos atingiram o ápice de sua civilização. Dominou os ducados de Espoleto e Benevento e, após derrotar o Império Bizantino, anexou ao domínio lombardo parte do Exarcado de Ravena. 
Após a derrota dos bizantinos, Liuprando em 728 avançou sobre Roma através da Via Cássia, porém saiu ao seu encontro na velha cidade de Sutri o papa Gregório II. Neste lugar ambos celebraram um acordo pelo qual Sutri e algumas cidades das colinas do Lácio seriam concedidas ao papado, "como doação aos santos apóstolos Pedro e Paulo" segundo o Liber Pontificalis. Este acordo ficou conhecido como a doação de Sutri, e estabeleceu os primeiros domínios papais fora das fronteiras do Ducado de Roma.
Também apoiou o general franco Carlos Martel no combate aos árabes. Seu sucessor foi seu filho Hildebrando, que subiu ao trono em 744. 